# De Paardenkeuring
De Paardenkeuring, of De Paardenkeuring op de Grote Markt op de 28ste augustus, is een bekend schilderij van Otto Eerelman.

## Achtergrond
De Groninger kunstschilder Otto Eerelman (1839-1926) werd voor zijn tachtigste verjaardag in 1919 geëerd met een straatnaam in zijn geboorteplaats. Hij kreeg bovendien van het stadsbestuur de opdracht een groot schilderij te maken. Eerelman mocht zelf het onderwerp kiezen, maar de gemeente had wel voorkeur voor een Gronings tafereel. De schilder koos voor het weergeven van de paardenkeuring, een van de traditionele jaarlijkse festiviteiten op 28 augustus rond de herdenking van het Gronings Ontzet.
Op het schilderij beeldde Eerelman een groot aantal prominente Groningers af die een bijzondere betekenis hadden voor de paardensport. Het is geen momentopname, een aantal van de afgebeelde mensen was in 1919 al overleden. Ook de gevels aan de linkerkant van het schilderij werden op aanwijzing van stadsarchitect J.A. Mulock Houwer 'teruggeschilderd' naar een vroegere periode.
In maart 1920 werd het schilderij twee dagen aan de Groninger burgers gepresenteerd voor het raam van een café aan de Grote Markt. Daarna kreeg het een plek in de trouwzaal van het Stadhuis van Groningen. Het kostte de gemeente f 5.500.

## De afgebeelde figuren

### Mensen (links op de voorgrond)
van buiten naar binnen
1. S. Wigboldus, stalhouder in Groningen.
2. F.F. Leopold, directeur van 'Groningen', Algemene Onderlinge Maatschappij tot verzekering van paarden en secretaris van de Harddraverijvereniging.
3. Roelf Aikes Maarsingh (1887-1959) uit Stadskanaal, secretaris-penningmeester van de Provinciale Vereniging ter bevordering van de paardenfokkerij.
4. Garmt Eling Tichelaar (1866-1918) uit Loppersum, secretaris van de provinciale regelingscommissie ter uitvoering van de wet op de paardenfokkerij, secretaris paardenfokkerij "Groningen", lid van de Provinciale Staten.
5. Jhr. mr. Willem Alberda van Ekenstein (1857-1923), president van de arrondissementsrechtbank en voorzitter van de Provinciale Vereniging ter bevordering van de paardenfokkerij.
6. Herman Welt (1867-1952), landbouwer en wethouder in Uithuizermeeden, bestuurslid van de Provinciale Vereniging, lid van de Provinciale Staten.
7. Tammo Egge Welt (1868-1958), landbouwer, paardenfokker en burgemeester in Usquert.
8. Jhr. Quirijn Pieter Anthoni de Marees van Swinderen (1854-1902) uit Paterswolde, eigenaar van Tabor II.
9. Sebo Eltjo Woldringh (1866-1960) uit Hornhuizen, burgemeester van Kloosterburen, bestuurslid en later voorzitter van de Provinciale Vereniging.
10. Js. de Waard Kzn. (1857-1931), oud-landbouwer en bestuurslid van de Provinciale Vereniging.
11. Cornelis Struvé (1832-1915), hotelhouder in 'De Doelen' aan de Grote Markt.
12. Casper Nienhuis (1857-1922), stalhouder en paardenhandelaar in Groningen.
13. Adrianus Marinus Leonardus van der Drift (1869-1948), caféhouder en paardenhandelaar
14. Het meisje met de hond (links op de voorgrond) is Thérésia Angélica de Marees van Swinderen, dochter van de eigenaar van het paard Tabor II.[1]

### Mensen (rechts op de voorgrond)
van buiten naar binnen
1. D. Bolt, paardenhandelaar in Groningen.
2. Klaas Tiktak (1845-1925), directeur van koffie- en theefabriek Tiktak in Groningen.
3. J.R. de Weerd, uit Nieuwe Pekela, bestuurslid van de Provinciale Vereniging.
4. Mr. Pieter Benjamin Johan Reeling Brouwer (1865-1923) -op het paard-, medeoprichter en directeur van de Friesch-Groningsche Hypotheekbank N.V.
5. Hendrik Waalkens (1841-1920), landbouwer en burgemeester te Nieuwolda, voorzitter van de Provinciale Vereniging en van het Provinciaal Groninger Paardenstamboek.
6. E. de Grave, firmant van de cichoreifabriek fa. H. de Keizer.
7. Henricus Josephus Rikkers (1835-1921), directeur van een Groninger ijzerhandel
8. Jan Evert Scholten (1849-1918), industrieel, oprichter, voorzitter en later erevoorzitter van de Provinciale Vereniging ter bevordering van de paardenfokkerij en ere-voorzitter van de Harddraverijvereniging.
9. H. Hommes, koffie- en theehandelaar in Groningen.
10. G. Rost uit Scheveningen.
11. Simon Derk Jensema (1864-1927), landbouwer en burgemeester van Loppersum.
12. Kornelis Freerk Wiersum (1860-1933), rijks- en gemeenteveearts in Groningen.
13. Carel Fredrik Reilingh (1854-1924), wijnhandelaar in de Zwanestraat in Groningen.
14. Nico de Jager, raadslid en wethouder van Groningen.

### Paarden
- Tabor II, een in zijn tijd beroemde Orlovdraver, een Russische schimmelhengst. Tabor was geboren in 1873 en werd in 1886 eigendom van jhr. De Marees van Swinderen. Het witte paard wordt op het schilderij voorgeleid door pikeur Carl Heinrich Baars, die echter al in 1896 was overleden.
- Willem, een paard van Klaas Tiktak, loopt in de richting van de hoofdwacht (bij de Martinitoren) voor een sulky, bestuurd door de heer Wijma.
- Blücher, ook van Tiktak, wordt links aan de teugel gehouden door J. Caspers